# Przecinka (województwo świętokrzyskie)
Przecinka – osada w Polsce położona w województwie świętokrzyskim, w powiecie opatowskim, w gminie Opatów.
W latach 1975–1998 miejscowość położona była w województwie tarnobrzeskim.